# Mezencjusz

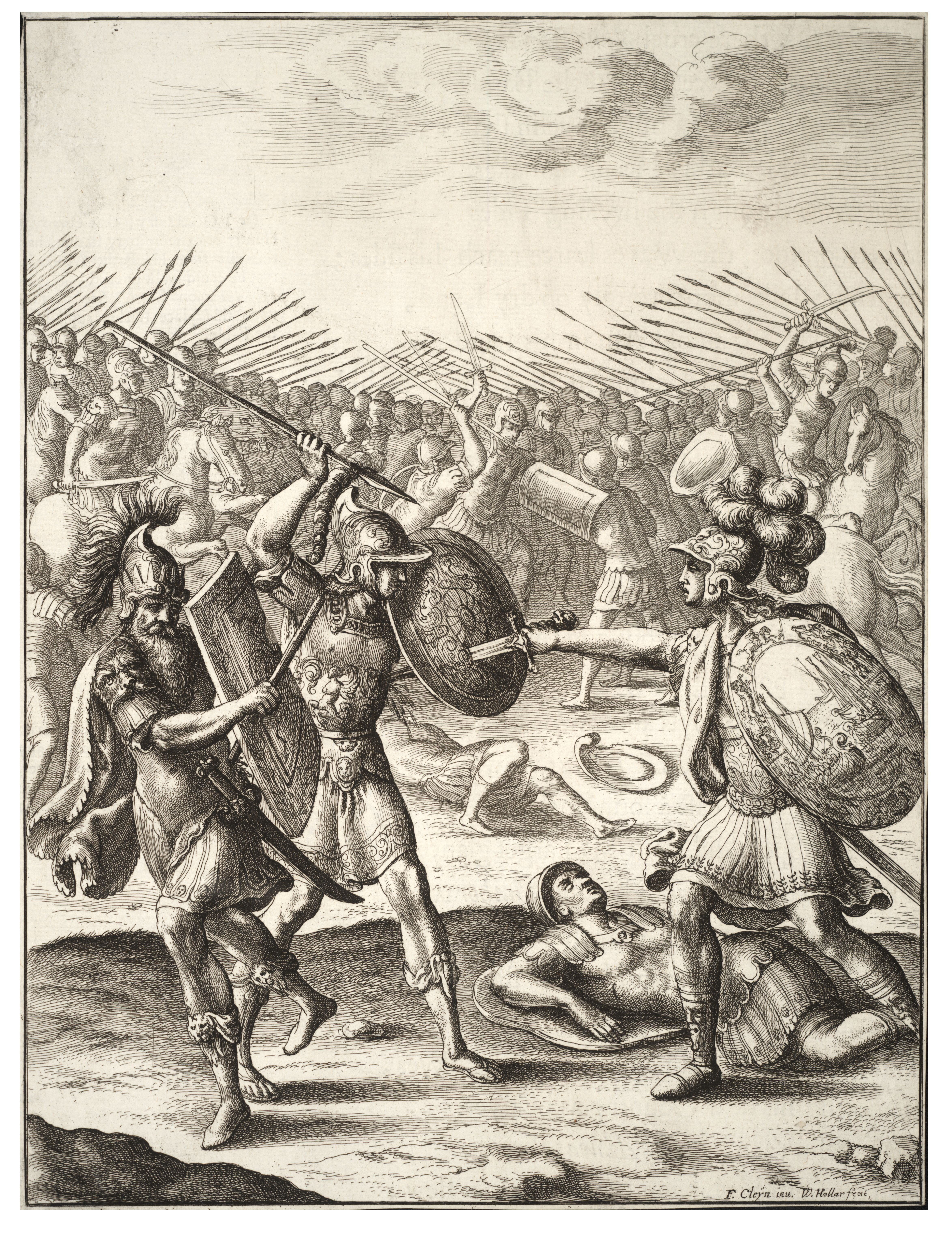
Eneasz walczący z Mezencjuszem i Laususem, rysunek Wenzla Hollara (1607–1677)

Mezencjusz (łac. Mezentius) – w mitologii rzymskiej etruski król miasta Caere, ojciec Laususa, nazywany „gardzicielem bogów” (contemptor deorum). Pojawia się w micie o Eneaszu i jego przybyciu do Italii.
Mit o Mezencjuszu znany jest w kilku wariantach, różniących się szczegółami. Jego rządy w Caere miały charakter tyranii i ostatecznie został wygnany wraz z synem przez mieszkańców po tym, gdy zażądał dla siebie ofiar w pierwocin płodów. Znalazł schronienie na dworze Turnusa, którego wsparł później w walce z Eneaszem. Według jednej z wersji mitu, za którą idzie Wergiliusz w Eneidzie, Mezencjusz i Lausus zginęli z ręki Eneasza. Inna, której trzyma się Dionizjusz z Halikarnasu, podaje że Eneasz w cudowny sposób zniknął podczas bitwy, a Mezencjusz, po stracie poległego w walce syna, zawarł pokój z Askaniuszem.